# Grantha
Grantha (𑌗𑍍𑌰𑌨𑍍𑌥) klasično je južnoindijsko brahmijsko pismo koje se rabi posebice u Tamil Naduu i Kerali. Nastalo je iz palavskoga pisma i srodno je tamilskome i pismu vatteluttu. Suvremeno malajalamsko pismo koje se rabi u Kerali izravno je poteklo od granthe. Južnoazijska i indonezijska pisma poput tajskoga i javanskoga pisma, kao i tigalarija i singalskoga pisma, također su potekla ili su srodna granthi putem palavskoga pisma. Palavska grantha nastala je u 4. stoljeću, a koristila se u Indiji sve do 7. stoljeća. Takvim ranim oblikom granthe pisali su se sanskrtski tekstovi, kao i urezi u bakrenim pločicama te kamenju hindskih hramova i samostana. Također se koristilo za klasični manipravalam, jezik koji je bio mješavina sanskrta i tamilskoga. Iz tog se starog pisma zatim razvila srednja grantha, koja je do 8. stoljeća postala tranzicijska grantha. Kao takva je ostala u uporabi sve do 14. stoljeća. Otad je u uporabi suvremena grantha, koja se koristi za pisanje klasičnih sanskrtskih i dravidskih tekstova te u tradicionalnim vedskim školama.
Puritanistički tamilski pokreti kolonijalnoga razdoblja Indije namjeravali su potpuno ukloniti granthu iz uporabe i umjesto nje nametnuti tamilsko pismo kao jedinu dozvoljeno. Prema sociologu Kanagasabapathyju Kailasapathyju, ovakve su težnje bile dio tamilskog nacionalizma i predstavljale su »regionalni etnički šovinizam«.
Postojali su prijedlozi o združivanju granthe i tamilskoga pisma, no naišli su na negodovanje. Zbog osjetljivosti toga pitanja, odlučeno je da će pisma ostati zasebna po svemu osim brojkama.

## Etimologija
Pojam grantha dolazi iz sanskrtske riječi za 'čvor'. Ista se riječ rabila i za knjige i za pismo kojim se u njima pisalo. Naziv potječe iz prakse vezanja palminih listova sa zapisima koncem koji se spleo u čvorove kako bi listove držao na mjestu. Granthom se naširoko zapisivao sanskrt u dijelovima Južne Azije s govornicima tamilskoga od 5. stoljeća sve do danas.

## Primjer

#### Sanskrtski tekst na granthi
𑌸𑌰𑍍𑌵𑍇 𑌮𑌾𑌨𑌵𑌾𑌃 𑌸𑍍𑌵𑌤𑌨𑍍𑌤𑍍𑌰𑌾𑌃 𑌸𑌮𑍁𑌤𑍍𑌪𑌨𑍍𑌨𑌾𑌃 𑌵𑌰𑍍𑌤𑌨𑍍𑌤𑍇 𑌅𑌪𑌿 𑌚, 𑌗𑍌𑌰𑌵𑌦𑍃𑌶𑌾 𑌅𑌧𑌿𑌕𑌾𑌰𑌦𑍃𑌶𑌾 𑌚 𑌸𑌮𑌾𑌨𑌾𑌃 𑌏𑌵 𑌵𑌰𑍍𑌤𑌨𑍍𑌤𑍇। 𑌏𑌤𑍇 𑌸𑌰𑍍𑌵𑍇 𑌚𑍇𑌤𑌨𑌾-𑌤𑌰𑍍𑌕-𑌶𑌕𑍍𑌤𑌿𑌭𑍍𑌯𑌾𑌂 𑌸𑍁𑌸𑌮𑍍𑌪𑌨𑍍𑌨𑌾𑌃 𑌸𑌨𑍍𑌤𑌿। 𑌅𑌪𑌿 𑌚, 𑌸𑌰𑍍𑌵𑍇𑌽𑌪𑌿 𑌬𑌨𑍍𑌧𑍁𑌤𑍍𑌵-𑌭𑌾𑌵𑌨𑌯𑌾 𑌪𑌰𑌸𑍍𑌪𑌰𑌂 𑌵𑍍𑌯𑌵𑌹𑌰𑌨𑍍𑌤𑍁।

#### Latinica
Sarvē mānavāḥ svatantrāḥ samutpannāḥ vartantē api ca, gauravadr̥śā adhikāradr̥śā ca samānāḥ ēva vartantē. Ētē sarvē cētanā-tarka-śaktibhyāṁ susampannāḥ santi. Api ca, sarvē´pi bandhutva-bhāvanayā parasparaṁ vyavaharantu.

#### Hrvatski
Sva ljudska bića rađaju se slobodna i jednaka u dostojanstvu i pravima. Ona su obdarena razumom i savješću pa jedna prema drugima trebaju postupati u duhu bratstva.

## Vanjske poveznice
- grantha, Proleksis enciklopedija
- Grantha alphabet, Britannica